# Biserica de lemn din Iclandu Mare
Biserica de lemn din Iclandu Mare a fost o biserică de lemn din secolul al XVIII-lea, astăzi dispărută. Deși nu mai există, este trecută în lista monumentelor istorice cu cod MS-II-m-A-15701.